# Битеррут
Битеррут (на английски: Bitterroot Mountains) е мощен планински хребет в Скалистите планини, разположен на територията на щатите Айдахо (56%) и Монтана (44%). Дължината му от север-северозапад на юг-югоизток е 495 km, ширината в южната част – до 100 km, а площта – 39 443 km². По билото, в южната част на хребета преминава участък от континенталния вододел на Северна Америка. На изток текат реките от басейна на Мисисипи, а на юг, запад и север – от басейна на река Колумбия. Изграден е от кристалинни скали, основно протерозойски метаморфозирани шисти, пронизани от интрузии с кайнозойска възраст. Източните му склонове са стръмни и съвпадат с дълбок тектонски разлом. Има следи от древни заледявания. Максималната му височина е връх Скот Пик (3475 m), издигащ се в югоизточната му част. Склоновете му са обрасли с борови и елови гори.